# Élection présidentielle américaine de 1964 dans l'État de New York
L'élection présidentielle américaine de 1964 dans l'État de New York a lieu le 3 novembre 1964 comme dans les 49 autres États qui composent les États-Unis ainsi que le district de Columbia. Les électeurs new-yorkais choisissent des grands électeurs pour les représenter dans le collège électoral à travers un vote populaire. L'État de New York dispose en 1964 de 43 grands électeurs. L'État donne l'ensemble de ses grands électeurs au candidat du Parti démocrate, le président des États-Unis sortant Lyndon B. Johnson. 
Le candidat vainqueur de ce scrutin dans tout le pays sera également Johnson, qui débutera un second mandat à la présidence des États-Unis le 20 janvier 1965 et restera en fonctions jusqu'au 20 janvier 1969, date à laquelle Richard Nixon lui succédera. 